# Saurauia briquetii
Saurauia briquetii är en tvåhjärtbladig växtart som beskrevs av Buscal. Saurauia briquetii ingår i släktet Saurauia och familjen Actinidiaceae. Inga underarter finns listade i Catalogue of Life.